# Féreclo
Féreclo é um personagem da Mitologia Greco-Romana.

## História
Troiano filho de Harmônides, celebrizou-se por sua habilidade manual, foi o construtor do navio em que Páris raptou Helena. Ele morreu na Guerra de Troia.